# Hans von Thienen

Wappen von Thienen

Hans von Thienen (* 13. März 1686 in Warleberg, heute Ortsteil von Neuwittenbek; † 6. März 1742 in Lübeck) war ein deutscher Jurist und Domdekan des Hochstifts Lübeck.

## Leben
Hans von Thienen entstammte dem schleswig-holsteinischen Uradelsgeschlecht (Equites Originarii) von Thienen und war der einzige Sohn des Gutsherrn auf Warleberg und Rathmannsdorf Henning von Thienen (1652–1703) und seiner Frau Apollonia Augusta, geb. von Thienen aus dem Haus Kühren. Seine Schwester Elisabeth heiratete Wulf Blome  (1651–1735) auf Schloss Hagen. 1695 erwarb Henning von Thienen das Stadtpalais in Kiel, das seitdem Warleberger Hof heißt. Warleberg, dessen Oberhoheit zwischen dem herzoglichen (dänischen) und dem Gottorfer Anteil umstritten war, ging 1710 in Konkurs, und wurde 1714 von Jean Henri Desmercières erworben.
Schon als Sechsjähriger erlangte er 1692 Possession einer Präbende im Lübecker Domkapitel, auf die Christoph Venninghausen zu seinen Gunsten verzichtet hatte. 
Thienen trat in kaiserliche Dienste und wurde kaiserlicher Kammerherr und Reichshofrat. Während der zweimaligen Sedisvakanz des fürstbischöflichen Stuhls 1726/27 übernahm er als Senior des Kapitels gemeinsam mit dem Dechanten Johann von Wickede (1664–1732) die Regierung des Hochstifts im Namen des Kapitels. Am 12. Februar 1733 wählte ihn das Kapitel als Nachfolger von Wickedes zum Domdekan. 1738 wurde er zusätzlich noch Thesaurar.
Seine Ehe mit Agathe Margarethe, geb. von Qualen (1695–1768), einer Tochter des Hans von Qualen († 1713) zu Östergaard und der Eibe Margarethe Ratlov und Witwe von Hans Heinrich von Brömsen (1677–1717), blieb kinderlos. Zur Erziehung seiner Stiefsöhne Hans (1716–1764) und Otto Hinrich (1717–1776) von Brömbsen, die später beide Domherren in Lübeck waren, beschäftigte er von 1729 bis 1734 Christian Ludwig Liscow. 
Nach seinem Tod ging seine Präbende an Hinrich von Buchwaldt (1732–1753). Sein Nachfolger als Dekan wurde Friedrich Christian von Wedderkop.
Aus Anlass des Todes seiner Mutter hatte er 1720 die äußere Hälfte der südseitigen radianten Chorkapelle im Lübecker Dom als Familien-Grabkapelle erworben. Die Mauer, die sie vom Chorumgang abteilte, wurde mitsamt dem Portal und einer schwarzen Marmortafel mit Inschrift beim Luftangriff auf Lübeck 1942 zerstört. Die vier Sandsteinsarkophage von Hans von Thienen, seiner Mutter, seiner Frau Agathe und ihres Sohnes Otto Hinrich von Brömbsen, der 1776 an den Folgen eines Duells mit seinem Neffen Friedrich August von Brömbsen (1741–1797) starb, sind erhalten.